# Nino Oxilia

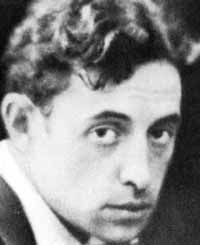
Nino Oxilia

Nino Oxilia (eigentlich Angelo Agostino Adolfo Oxilia, * 13. November 1889 in Turin; † 18. November 1917 am Monte Grappa) war ein italienischer Filmregisseur und Autor.

## Leben
1911 schrieb Oxilia gemeinsam mit Sandro Camasio das tragikomische Studentenstück Addio, Giovinezza!.
Der große Erfolg des Bühnenstücks brachte ihm ein Angebot der Savoia-Filmgesellschaft zur Verfilmung. Mit seiner Verlobten, der bei der Filmgesellschaft angestellten Schauspielerin Maria Jacobini, drehte er in den Jahren 1912/13 etwa ein Dutzend Filme. Ab 1914 arbeitete Oxilia für Cines und für Celio Film und drehte dort 1914/15 mehrere Filme mit der Diva Pina Menichelli. Unter Oxilias Regie entstand auch das historische Melodram Sangue Blu (1914) mit Francesca Bertini. Oxilias 1915 gedrehter und 1917 uraufgeführter Film Rapsodia satanica mit Lyda Borelli in der Hauptrolle gehört zu den wichtigsten Vertretern des sogenannten „tail coat cinema“, den in den Salons der gehobenen Gesellschaft angesiedelten Melodramen.
Nino Oxilia ging als Kriegsfreiwilliger in den Ersten Weltkrieg und fiel 1917 in der ersten Piaveschlacht am Monte Grappa.
Das im Stück Addio, Giovinezza enthaltene Lied mit dem Titel "Commiato" fand mit seiner eingängigen, von Giuseppe Blanc verfassten Melodie seinen Weg ins italienische Militär und wurde etwa ein Jahrzehnt später mit geändertem Text, doch unverändertem Refrain unter dem Kurztitel Giovinezza schließlich zur Parteihymne von Mussolinis Partito Nazionale Fascista.

## Filmografie
- 1913: Il focolare domestico
- 1913: Addio giovinezza!
- 1913: Il cadavere vivente
- 1913: Il velo d’Iside
- 1913: In diesem Zeichen wirst Du siegen!
- 1914: Die Fürstin von Monte Cabello (Sangue Blu)
- 1914: Il focolare domestico
- 1914: La monella
- 1914: L’ammiraglia
- 1914: Retaggio d’odio
- 1914: Veli di giovinezza
- 1915: Ananke
- 1915: Il sottomarino n. 27
- 1915: Nella fornace
- 1915: Papà
- 1916: Odio che ride
- 1917: Dalla ritirata d’Albania alle trincee di Macedonia
- 1917: L’uomo in frak
- 1917: Rhapsodie des Satans (Rapsodia satanica)